# Cymonomoides
Cymonomoides is een geslacht van kreeftachtigen uit de klasse van de Malacostraca (hogere kreeftachtigen).

## Soorten
- Cymonomoides cubensis (Chace, 1940)
- Cymonomoides fitoi Lemaitre & Bermúdez, 2000
- Cymonomoides guinotae (Tavares, 1991)
- Cymonomoides valdiviae (Lankester, 1903)